# شهرستان شانگدانگ
شهرستان شانگدانگ (به لاتین: Shangdang District) یک ناحیه (چین) در چین است که در چانگجی واقع شده‌است.